# Cuadridimensionalismo
En la filosofía del tiempo, el cuadridimensionalismo (four dimensionalism, en inglés) es un término empleado a veces para referirse a una visión del pasado, presente y futuro simultáneamente reales. De este modo, intemporalmente, existirán dinosaurios, personas y (si cabe la posibilidad) ciudades en Marte. Se entiende que tales cosas no existen «ahora», pero sí de acuerdo con la analogía de que si estoy en Madrid, Londres no existe palpablemente ahora, aunque exista en otro lugar en el espacio en tiempos futuros o pasados ´pensando que el mañana es hoy y el futuro mañana. Esta hipótesis ha de ser contrastada con el presentismo, el cual sostiene que solo el presente y lo presente tienen existencia real. A veces se afirma que el cuadridimensionalismo se trata de presentismo más la Teoría B de J. M. E. McTaggart (en The Unreality of Time, La irrealidad del tiempo).
Otras veces se usa para referirse al punto de vista en que los objetos persisten, no como un todo, sino a través de sus "partes temporales".